# The Hour of the Pig
The Hour of the Pig (bra Entre a Luz e as Trevas) é um filme franco-britânico de 1993, dos gêneros policial e ficção histórica, dirigido por Leslie Megahey.